# Friedrich Schwinge

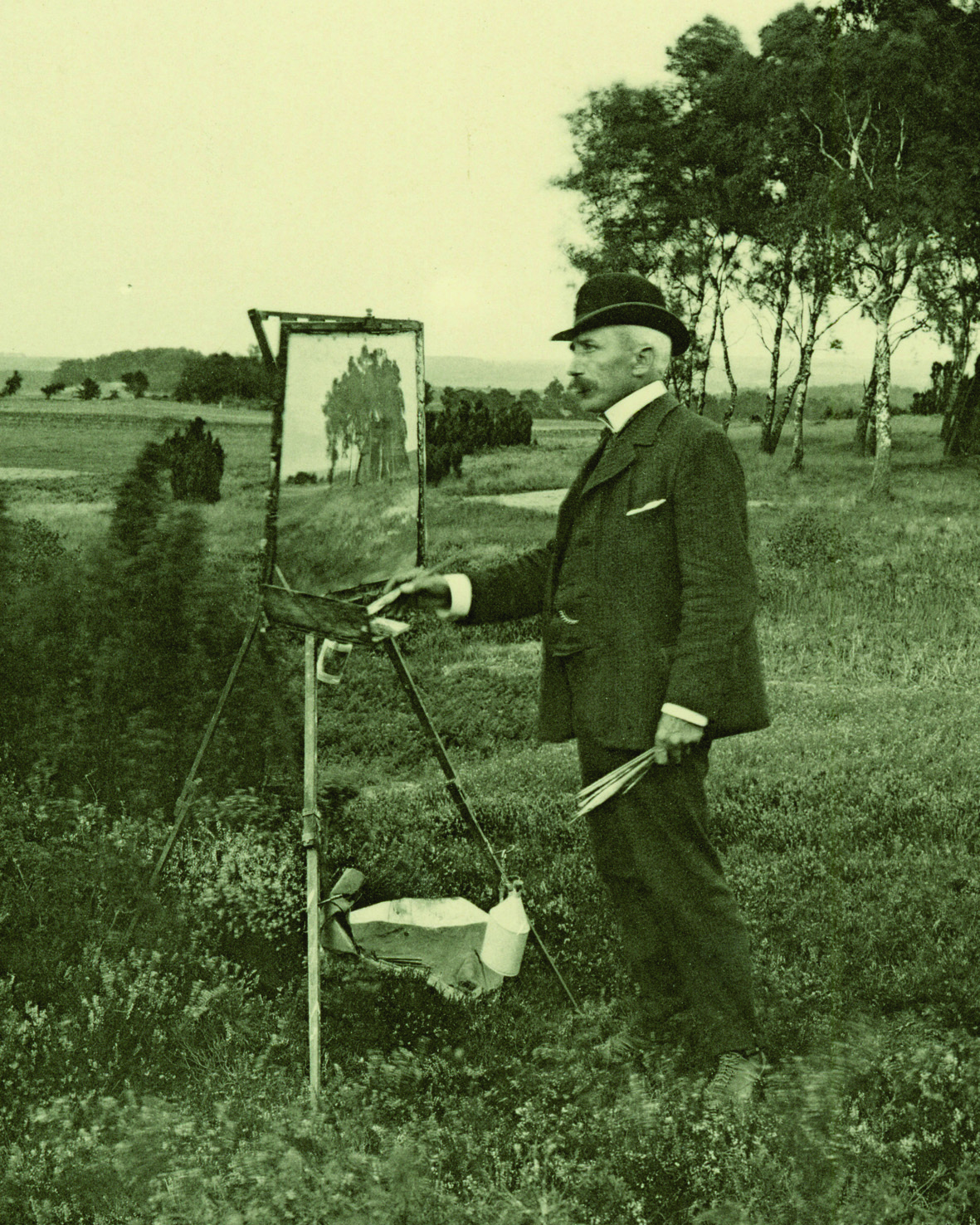
Friedrich Schwinge, 1903. Foto von Wilhelm Dreesen, Bomann-Museum, Celle

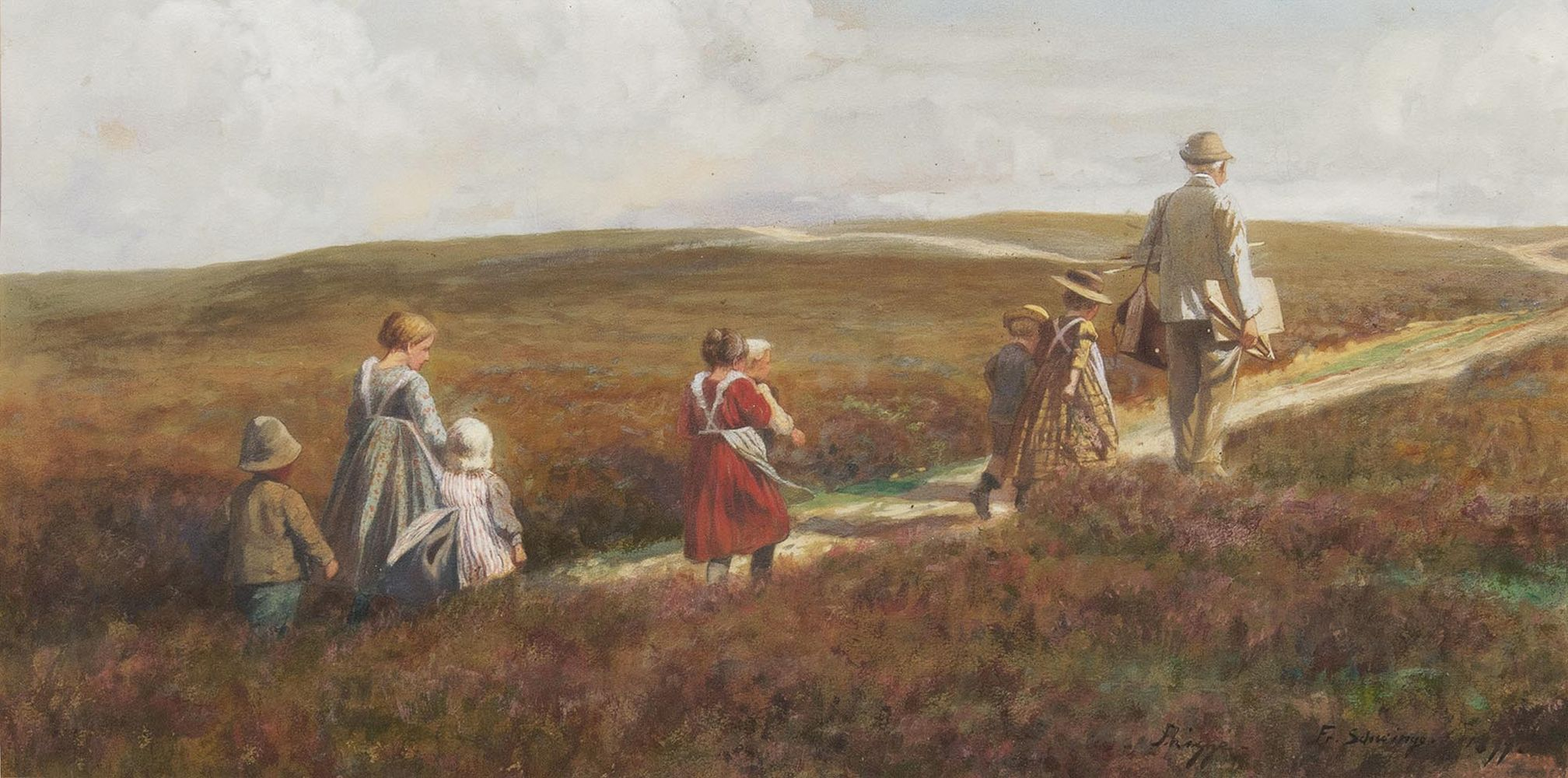
Der Maler und die Kinder, Gouache, 1899

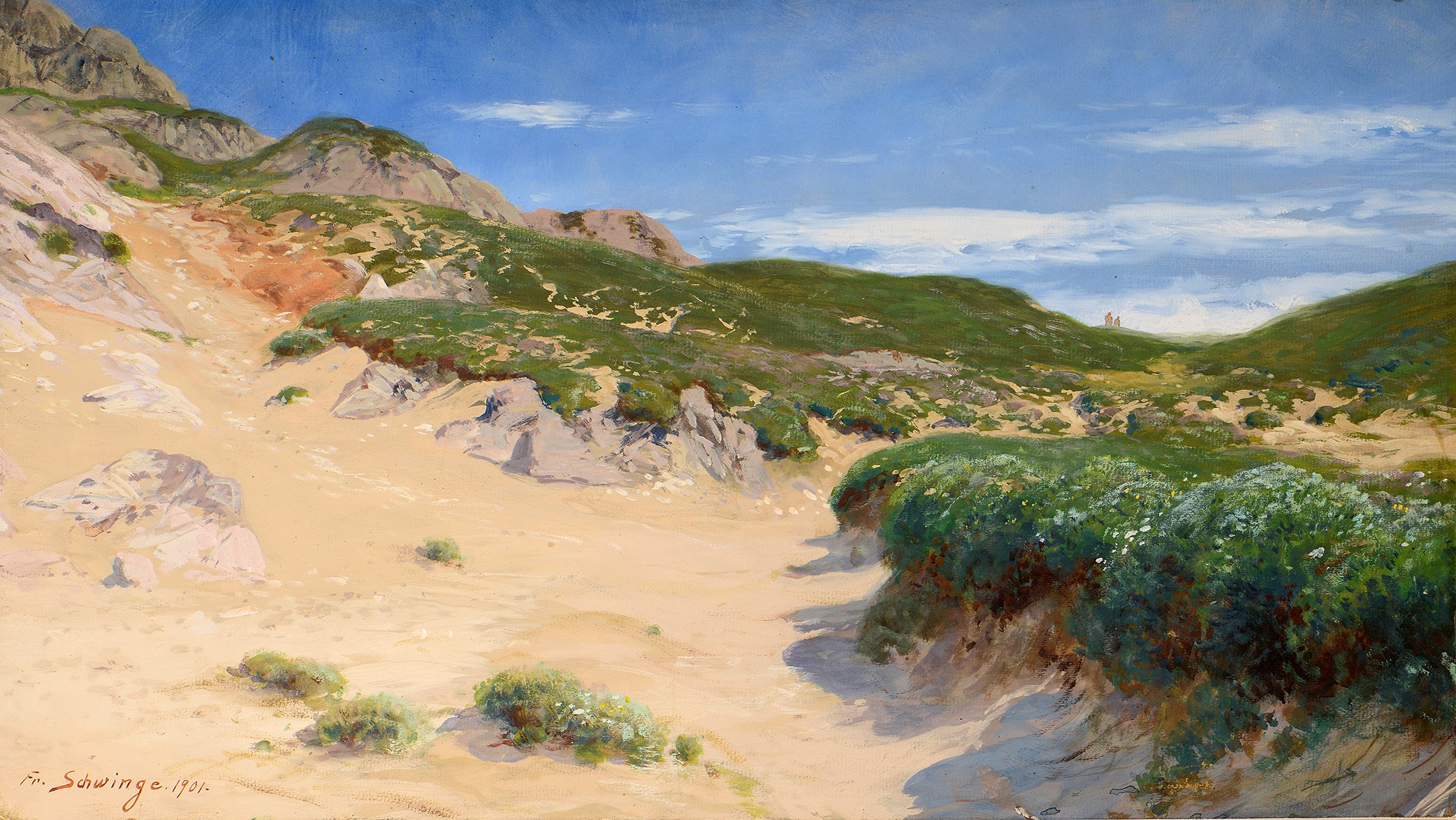
Landschaft mit Dünen, Gouache, 1901

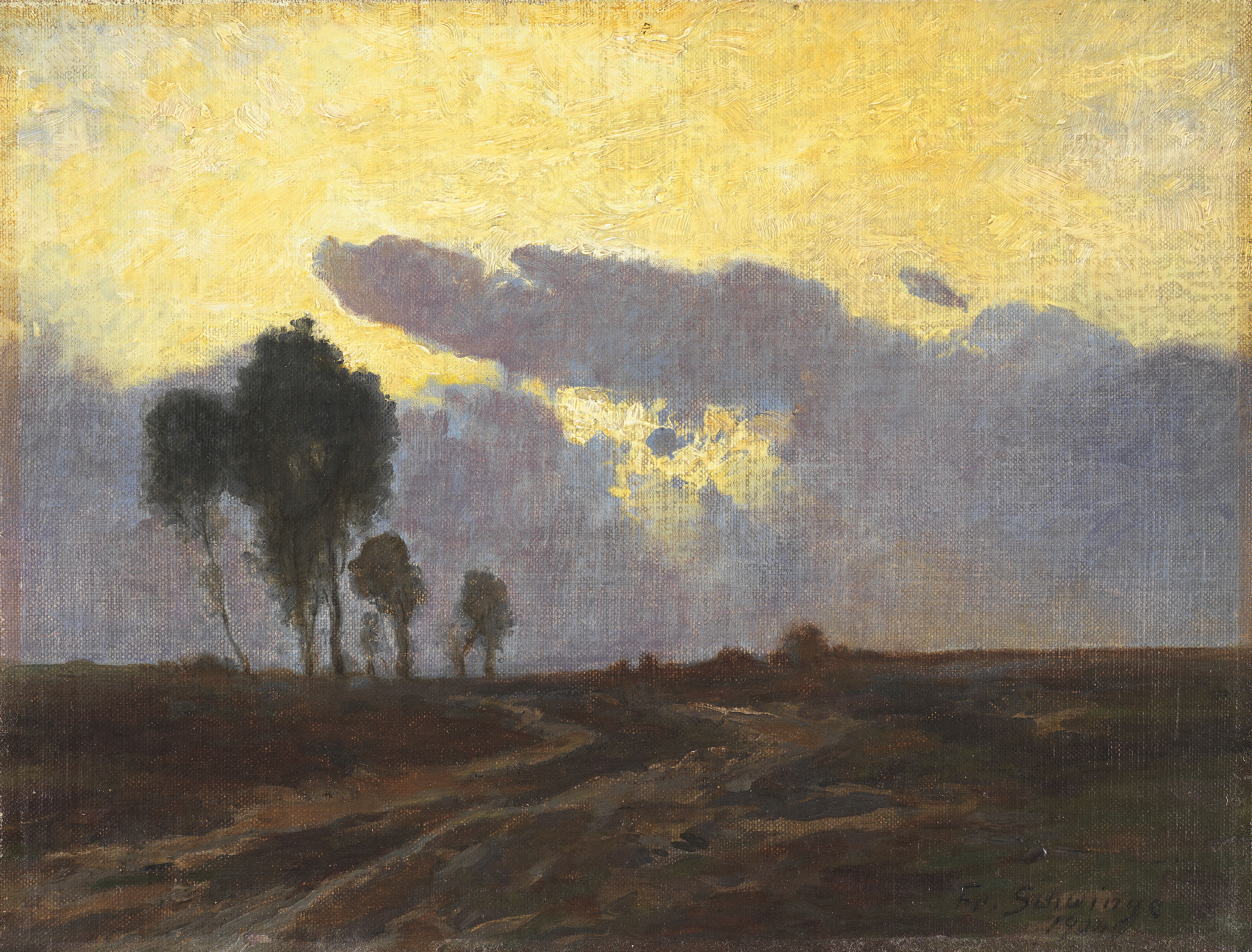
Abendstimmung, auch Abendstimmung in der Heide, Öl auf Leinwand, 1902 oder 1904

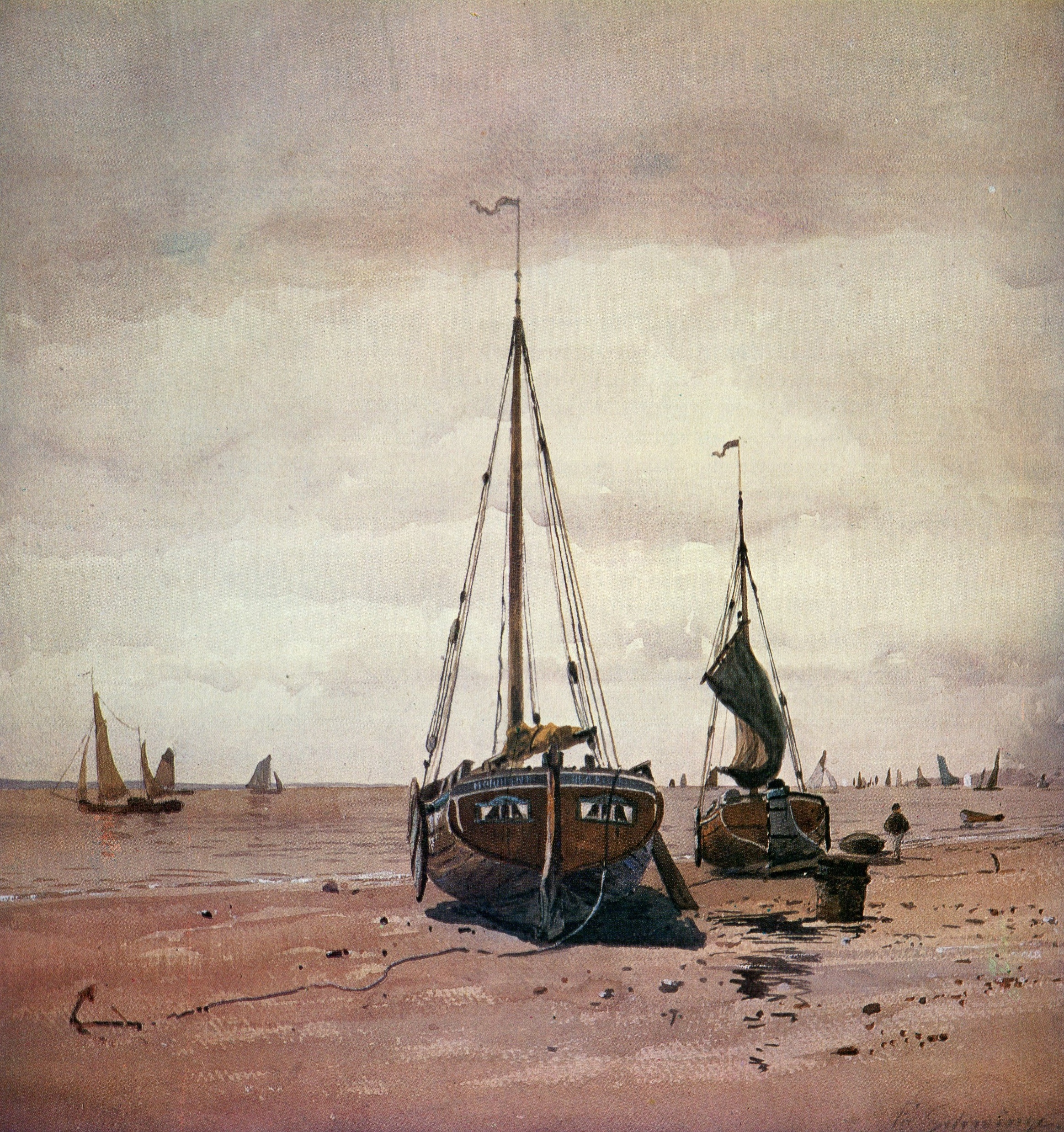
Giek-Ewer, Aquarell, Museum für Hamburgische Geschichte

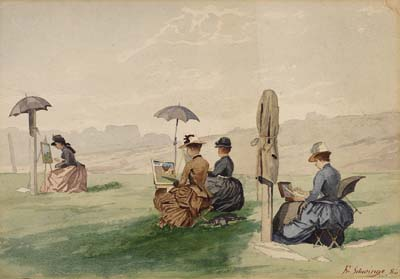
Malerinnen im Freien, Schülerinnen von Friedrich Schwinge, 1886, Aquarell

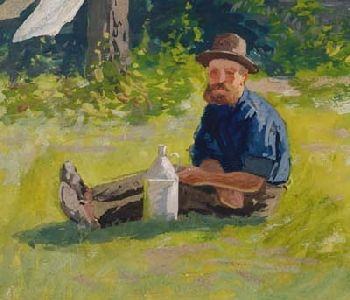
Selbstporträt im Garten, Gouache

Friedrich Wilhelm Andreas Schwinge (* 30. März 1852 in Hamburg; † 22. Oktober 1913 ebenda) war ein deutscher Landschafts- und Marinemaler der Düsseldorfer Malerschule.

## Leben
Friedrich Schwinge wurde als Sohn des Gemüsehändlers Hermann Diedrich (auch Diederich) Schwinge und dessen Frau Caroline Maria Dorothea, geborene Hansen, in Hamburg geboren. Bald nach seiner Geburt zog die Familie nach Ottensen in ein strohgedecktes Bauernhaus an der Ecke Papenstraße (heute ein Teil der Ottenser Hauptstraße) und Rothestraße. Nach dem Schulbesuch in Ottensen absolvierte er aus der Liebe zur Kunst eine Lehre als Holzschneider.
Durch einen Zufall und aus Mangel an passender Arbeit wurde er zunächst Tenor auf kleinen Bühnen, bis er als Operettentenor und Schauspieler am Mädicke-Theater in Kiel wirkte. Jede freie Zeit übte er sich im Malen und Zeichnen und kopierte ab 1877 Gemälde in der alten Kieler Kunsthalle, darunter ein Marktplatz in Italien von Albert Flamm, ein Mondscheinbild von Sophus Jacobsen, ein Idyll aus England von Max Schmidt und die Schmiede im Winter von Hermann Kauffmann. Für einen Kunstfreund kopierte er auf Bestellung Die Wegführung der Kaiserin Eudoxia und ihrer Kinder (Eudocia und Placidia) durch den Vandalenkönig Geiserich von Gustav Spangenberg. Aufgrund seiner guten Leistungen wurde ihm das Stipendium Hegewischianum für das Jahr 1879 zuerkannt. Er fertigte zudem ein Porträt des Kunstsammlers und Begründers des Kieler Thaulow-Museums Gustav Ferdinand Thaulow an, das allgemeinen Anklang fand. Der Dichter Johann Meyer war in dieser Zeit ihm ein Freund, Förderer und Ratgeber.
Von 1879 bis 1884 studierte Schwinge an der Kunstakademie Düsseldorf bei Johann Peter Theodor Janssen, Eugen Dücker, Hugo Crola und Heinrich Lauenstein. Für Studienzwecke erhielt er ein Stipendium der Akademie, das er fleißig nutzte. 1882 kaufte der Schleswig-Holsteinische Kunstverein auf der Ausstellung von Gemälden und Skulpturen Schleswig-Holsteinischer Künstler in der alten Kieler Kunsthalle sein Ölgemälde Im Kiefernwald für die Verlosung von Werken Schleswig-Holsteinische Künstler.
Mitte 1884 ließ Schwinge sich in Hamburg nieder. Am 2. Juni 1886 heiratete er standesamtlich in Ottensen die verwitwete Fernanda Georgine Wilhelmine Brügmann, geborene Durchbach (* 14. November 1852 in Hamburg), die ihren Sohn Edgar Brügmann mit in die Ehe brachte. Am 6. Oktober 1898 verstarb dieser im Alter von 23 Jahren und 9 Monaten. Von 1884 bis 1885 wohnte Friedrich Schwinge am Neuen Wall 46 in Hamburg-Neustadt, von 1885 bis 1893 in der Dammtorstraße 6 in Hamburg-Neustadt, von 1893 bis 1898 An der Alster 29 in Hamburg-St. Georg und von 1898 bis 1901 in die Hartungstraße 1 in Hamburg-Rotherbaum. Das wegen der Choleraepidemie von 1892 entstandene Hülfs-Comité Neustadt-Nordertheil V. Bezirk verloste im Januar 1893 eine Gouache des Hamburger Hafens, die Friedrich Schwinge gemalt und dem Komitee gestiftet hatte. Im Oktober 1894 im Hamburger Conventgarten und Januar 1895 im Berliner Passage-Panoptikum wurden sogenannte „wandernde Lichtbilder“ von H. Heitmann von Heitmann & Sohn gezeigt, die eine Höhe von 8 cm hatten und von Friedrich Schwinge auf Glas gemalt wurden. Sie wurden mittels Hydrooxygenlicht auf eine 6 m² große Bildfläche projiziert. Die Motive der Lichtbilder Schwinges reichten von einer Flusslandschaft bei Dordrecht über eine Elbpartie bei Hamburg, Hamburger Motiven, Nordseemotiven, verschiedene Fjorde bis hin zu heimischen Waldmotiven. Für die Vegetationshalle der Internationalen Gartenbauausstellung 1897 (Planten un Blomen) in Hamburg schuf er eine Vegetationsgalerie, bestehend aus zehn Dioramen mit natürlichen Vordergründen und gemalten Hintergründen. Unterstützt wurde er von dem Maler Robert Gleich (1859–1912), dem Bildhauer Max Meißner (1859–1942) und dessen Schüler Ellenberg. Die Idee zu der Vegetationsgalerie stammte von dem Ingenieur Carl Georg Rodeck (1876–1935). Neben Darstellungen unter anderen einer deutschen Heidelandschaft, einer mexikanischen Hochebene, einer neuseeländischen Farnlandschaft, einer Alpenhalde, einem Urwald, einem Park und einer japanischen Landschaft war auch eine Darstellung eines Garten der Erfurter Gartenbaufirma J. C Schmidt, die Blumen, Blüten und Bäume für das Diorama lieferte. Die Dioramen wurden auf der Ausstellung mit einer Großen Goldmedaille ausgezeichnet.
1886 kaufte der Kunstverein in Hamburg für die jährliche Vereinsverlosung von Schwinge das Aquarell Von der Elbe, das der Jurist und spätere Bürgermeister Werner von Melle gewann. Für die Ausstellungslotterie der Großen Kunstausstellung 1894 des Kunstvereins in der Hamburger Kunsthalle kaufte dieser von Schwinge auf der Ausstellung das Aquarell Bei Dordrecht an. Auf der Großen Kunstausstellung 1896 kaufte der Kunstverein von Schwinge das Gemälde Kühe in der Heide für die Ausstellungslotterie an. Ab 1896 ist Schwinge in der Mitgliederliste des Kunstvereins als Mitglied mit einer Familienmitgliederkarte aufgeführt, ab 1902 ohne Familienmitgliederkarte, dafür trat seine Frau Fernanda Schwinge dem Kunstverein bei. Am 12. April 1897 wurde Friedrich Schwinge als Ersatz für den verstorbenen Hauptpastor Georg Heinrich Röpe in den Ausschuss des Vereins gewählt, der für die Zeit von 1894 bis 1898 zuständig war. Der Ausschuss bildete die ständige Vertretung der Vereinsmitglieder. Ab 1898 gehörte Schwinge dem Vereinsvorstand an und dadurch auch dem Ausschuss. In dem Jahr kaufte der Verein für die Vereinsverlosung von ihm die Gouache In blühender Heide, die der Bürgermeister Johann Georg Mönckeberg gewann. 1899 kaufte der Verein von Schwinge die Gouache Im Haferfeld für die Verlosung, in der er selbst das Aquarell Die Stadt Cromer an der englischen Küste des Glasgower Malers John Terris (1865–1914) gewann. In dem Jahr gehörte er auch der Ausstellungskommission der ständigen Ausstellung an, die sich noch in Räumen unter den Börsenarkaden der Handelskammer am Adolphsplatz befand, ein Jahr später jedoch am Neuen Wall 14. 1900 kaufte der Verein für die Verlosung Schwinges Gemälde Trüber Tag in der Heide an, dass der Senator Otto Eduard Westphal gewann, 1901 die Gouache Ein Hinderniss, die der Kaufmann Adolph Vorwerk (1839–1919, Sohn des Kaufmanns Georg Friedrich Vorwerk) gewann und 1902 das Gemälde Kuhgespann. In der Verlosung von 1903 gewann er einen Kohledruck eines Werkes des Barockmalers Guido Reni mit dem Titel Ecce homo!. 1904 schied Friedrich Schwinge statutengemäß aus dem Vorstand aus, saß jedoch noch, wie alle ehemaligen Mitglieder des Vorstandes, im Ausschuss.
Fernanda Schwinge, mit der er den gemeinsam Sohn Kurt hatte, der später Amateurfilmer wurde, war in der Mitgliederliste des Kunstvereins von 1904 an nicht mehr verzeichnet. Am 1. Mai 1904 wurde die am 11. März 1904 am Landgericht Hamburg verhandelte Scheidung von Friedrich und Fernanda Schwinge rechtskräftig. Am 5. August heiratete Friedrich Schwinge standesamtlich in Hamburg die 25 Jahre jüngere Martha Christine Margarethe Hüttmann (* 14. April 1878 in Hamburg), die Tochter eines Hamburger Steinkohlehändlers.
Für die Weltausstellung in Paris 1900 schuf Friedrich Schwinge 1899 eine Anzahl Aquarelle (mit Gouache erhöhte Aquarelle) auf dem Friedhof Ohlsdorf in Hamburg. 14 Aquarelle und ergänzende Fotos von Georg Koppmann dienten auf der Ausstellung zum Verständnis der Terrainbildung und des landschaftlichen Schmuckes für einen Reliefplan des Friedhofs, der unter der Leitung von Wilhelm Cordes hergestellt und als Teil der dortigen Kollektivausstellung des Vereins deutscher Gartenkünstler von der Hamburgischen Friedhofsdeputation im Palais de l'Horticulture ausgestellt wurde. Der Friedhof wurde aufgrund dieser Präsentation auf der Weltausstellung mit einem Grand Prix ausgezeichnet. Die japanische Regierung interessierte sich für die Exponate und bot zum Tausch Gegenstände japanischer Herkunft. Der Direktor des Museums für Kunst und Gewerbe Hamburg und Mitglied des Preisgerichts der Weltausstellung Justus Brinckmann führte die Verhandlung. Da sich die Hamburgische Friedhofsdeputation von dem Reliefplan und den Fotos, jedoch nicht von den Aquarellen trennen wollte, kam es zu keinem Tausch. Der Reliefplan, die Aquarelle und die Fotos wurden stattdessen 1903 bei der Deutschen Städteausstellung in Dresden, 1905 bei der Ausstellung des Vereins der deutschen Friedhofsbeamten in Berlin, 1907 bei der Hygiene-Ausstellung in Berlin, 1910 bei der Allgemeinen Städtebau-Ausstellung in Berlin, 1911 bei der Internationalen Hygiene-Ausstellung in Dresden und 1912 in Antwerpen wieder ausgestellt.
Am 28. November 1900 gab Schwinge der Galerie Heinemann in München die beiden Gemälde Mondnacht und Waldbach in Kommission. Am 12. November 1901 kaufte diese von ihm die Gemälde An der schwedischen Küste (auch Schwedische Küste) und Norwegische Küste. Letzteres wurde am 22. Dezember 1901 an die Herzogin Marie von Sachsen-Coburg und Gotha verkauft. Am 2. Dezember 1901 gab er der Galerie zwei Gemälde der norwegischen Küste in Kommission. Am 28. Dezember 1905 verkaufte er ihr die Gemälde Vorfrühling und Im Monat März.
Von 1901 bis 1903 wohnte Schwinge in der Innocentiastraße 28 in Hamburg-Harvestehude und von 1903 bis 1906 in der Grindelallee 13 in Harvestehude. Für das Hamburger Rathaus schuf er Landschaftsgemälde der Hamburger Walddörfer. Für den Anfang Januar 1900 fertiggestellten Doppelschraubendampfer Deutschland malte er im Auftrag der HAPAG Landschaftsbilder mit Tierstaffage nach Art der Delfter Schule als Füllungen der Wandvertäfelung des Grill Room. 1905 malte er im Auftrag der Norddeutschen Lloyd für den Speisesaal des 1907 fertiggestellten Doppelschraubendampfers Kronprinzessin Cecilie den Schlosspark des Schweriner Schlosses mit dem großherzoglichen Palais im Hintergrund. Im Dezember 1905 wurde das Gemälde im Schaufenster des Heymannhauses am Neuen Wall 42 in Hamburg ausgestellt. Für den 1906 fertiggestellten Doppelschraubendampfer König Friedrich August schuf er im Auftrag der HAPAG ebenfalls Wandgemälde. 1906 zog Schwinge in die Werderstraße 30 in Harvestehude, wo er bis zu seinem Tode wohnte. Die Schwinges hatten ein Alleinmädchen als Hausangestellte. Friedrich Schwinge gab über die Jahre auch Unterricht. Zu seinen Schülern, hauptsächlich Schülerinnen, zählten unter anderen Clarita Beyer, Helene Lübbers-Wegemann, Emmi Walther, Mary Warburg, Geo Wolters, der Maler, Schriftsteller und Journalist der Altonaer Nachrichten Gustav Proppe (* 1870) sowie Agnes von Holten (1868–1949), die ihren späteren Lehrer Karl Otto Matthaei 1905 heiratete. In ihren Lebenserinnerungen schrieb sie:

„Bald nach der Schulzeit fing ich an, in der Kunsthalle in Hamburg zu kopieren und bekam dann Unterricht von Friedrich Schwinge, der eine große Anzahl Schülerinnen hatte. Er malte hauptsächlich Aquarelle und Gouachen und suchte seine Motive in der Heide in der Umgebung von Hamburg. Im Frühjahr wurde dann eine kleine Studienreise in Hamburgs Umgebung gemacht, wobei es abends sehr lustig zuging, da lauter junge Menschen, oft zwanzig Schülerinnen zur Zeit zusammenlebten.“

Ein Ort, an den Schwinge mit seinen Schülern alljährlich im Sommer Kolonie hielt, war Köster’s Tivoli in Cranz an der Elbe, das Hermann Köster und seine Frau Irene, geborene Fock, unterhielten. In einem der Gästezimmer hingen zwei Gemälde, die Schwinge gemalt hatte, zwei Porträts des alten Urgroßvaters Köster und einer alten Frau, die im Tivoli einst arbeitete.
In den Jahren 1903, 1905, und 1909 spendete Schwinge Werke für die Tombola des Künstler- und Presseballs im Sagebielschen Etablissement an der Großen Drehbahn und war unter anderen 1911 und 1912 mit den Malern Paul Storm und Eduard Sack (1857–1913) an der Ausschmückung der Festsäle für den Künstler- und Presseball beteiligt.
Für die Vereinsverlosung kaufte der Kunstverein von Schwinge 1907 das Ölgemälde Aprillandschaft und zwei Fotogravüren mit dem Titel Heideeinsamkeit, 1908 das Temperagemälde Aprillandschaft, das die Frau des Stadtrats George Henry Lütgens gewann, und 1909 das Aquarell Waldinneres. Im September und Oktober 1910 stellte Schwinge im Kunstverein eine Chromoplastische Darstellung eines Heidedorfes aus, die noch heute existiert. Im März 1911 stellte er im Museum für Kunst und Gewerbe Hamburg zwei Chromoplastische Darstellungen der Alster und der Elbhöhe, auf der das Bismarck-Denkmal steht, aus, die er für die Internationale Ausstellung für Reise- und Fremdenverkehr in den Ausstellungshallen am Zoologischen Garten Berlin anfertigt hatte und von der Baudeputation Hamburg dort ausgestellt wurden. Für den Kinderhilfstag 1911 am 24. Mai 1911 entwarf er mindestens ein Postkartenmotiv. 200 der Karten signierte er zusätzlich noch einmal für den guten Zweck. Ab Februar 1913 malte er im Auftrag der HAPAG etwa neun Bilder zur Ausschmückung des Speisesaals des Passagierdampfers Imperator, der zu der Zeit als das größte Schiff der Welt galt und am 11. Juni zur Jungfernfahrt auslief. Schwinges Name und Werke tauchten nun immer öfters in Versteigerungskatalogen auf, wie zum Beispiel im April 1912 bei der Nachlassversteigerung des Bildhauers Reinhold Begas, der zwei Frühlingsbilder von Schwinge besaß.
Ab dem 14. August 1913 wurde durch Zeitungen bekannt, dass aus dem Hamburger Kunstsalon Alsterthor in der Hermannstraße 5 in Hamburg-Altstadt bei einem Einbruch etwa 15 bis 20 Gemälde entwendet wurden, darunter sechs Landschaften von Friedrich Schwinge. Am 15. August befand sich der Eigentümer des Kunstsalons Alsterthor O. Krone auf dem Weg zum Stadthaus, um nähere Angaben zu den Gemälden von Schwinge zu machen. Vor der Kunsthandlung Louis Bock & Sohn, Große Bleichen 34, traf er auf seinen ehemaligen Hausdiener Georg Franck, der ein großes Paket bei sich hatte und nun versuchte zu fliehen. Doch Krone hielt ihn fest bis ein Schutzmann hinzukam und diesen in Gewahrsam nahm. In dem Paket befanden sich drei Gemälde, während Georg Franck zugab, zwei Bilder von Schwinge bereits verkauft zu haben. Über den Verbleib der fehlenden Gemälde Schwinges verweigerte er jede Aussage. Es stellte sich heraus, dass Franck auch der unbekannte Dieb war, den die Polizei schon seit Wochen suchte, weil dieser verschiedene Diebstähle von Gemälden Schwinges begangen hatte. Krone hatte bereits eine Belohnung von 100 Mark zur Ergreifung des Diebes ausgesetzt.
Friedrich Schwinge starb am 22. Oktober 1913 in seiner Wohnung im Alter von 61 Jahren an einem Herzinfarkt. Abends wurde dort eine Andacht im Kreise der Familie abgehalten. Am 23. Oktober fand in Kapelle 8 des Friedhofs Ohlsdorf die Trauerfeier statt. Anschließend erfolgte die Beisetzung, Grablage AC6 (29-36). Zur Trauerfeier und Beisetzung erschienen Familienmitglieder, Künstler, Mitglieder der Schlaraffia Hammonia, Angehörige des Otto Ernst-Tisches, Sekretär der Hamburger Kunsthalle A. W. F. Müller, Hofrat Theodor Brodersen als Vertreter des Kunstvereins in Hamburg und die Sängerin Annie Bookholtz, die die Lieder Sei stille dem Herrn aus Elias von Felix Mendelssohn Bartholdy und Wenn ich einmal soll scheiden aus O Haupt voll Blut und Wunden von Paul Gerhardt gesanglich, begleitet von einer Orgel, vortrug. Zudem wurde eine Trauerrede von Theaterdirektor Lothar Mayring gehalten, der zwischen 1908 und 1915 von Ernst Drucker das Ernst-Drucker-Theater gepachtet hatte. Der Maler und Bildhauer Karl Spethmann (1888–1944) schuf eine Schäfergruppe, die an dem Grab aufgestellt werden sollte, aber dann von der Stadt Altona für die Altonaer Gartenbauausstellung 1914 angekauft und im Altonaer Stadtpark (heute Rosengarten) aufgestellt wurde. Ab dem 1. November 1913 fand in der Kunsthandlung Louis Bock & Sohn, Große Bleichen 34, eine Gedächtnisausstellung statt, in der 84 Werke aus dem Nachlass Schwinges ausgestellt wurden, die allesamt auch zum Verkauf standen.
Neben der Mitgliedschaft im Kunstverein in Hamburg war Schwinge zudem Mitglied des Hamburger Künstlervereins, Mitglied der Allgemeinen Deutschen Kunstgenossenschaft, Korrespondierendes Mitglied des Aquarellisten-Clubs der Genossenschaft der bildenden Künstler Wiens. und Mitglied der Schlaraffia Hammonia, eines eingetragenen Hamburger Vereins, der noch heute existiert. In der Schlaraffia hatte er den Rang eines Ritters. In Anlehnung an seiner beruflichen Tätigkeit führte er dort den Namen Ritter Rembrandt.
Am 3. April 1927, drei Tage nach Friedrich Schwinges 75. Geburtstag, trafen sich Mitglieder der Schlaraffia Hammonia sowie Freunde und Verehrer von Schwinge in der Kapelle 8 des Ohlsdorfer Friedhofs, um geschlossen sich zu Schwinges Grab (Grablage: AC 6, 29-36) zu begeben. Nachdem Mitglieder der Schlaraffia Hammonia dort das Lied Himmelsruh und Frieden gib den deinen ewiglich von Hellwig vortrugen, hielt der Oberschlaraffe und Architekt Ernst Vicenz eine Rede, die ursprünglich der erkrankte Wilhelm Weygandt halten wollte. Nach der Rede wurde eine hochrechteckige Bronzeplatte mit einem Porträtrelief Schwinges im Profil enthüllt, die der Bildhauer Emmerich Oehler (1881–1982) schuf und die Schlaraffia Hammonia stiftete. Die Platte war auf einem hohen Findling aus Granit montiert, der von mehreren kleinen Findlingen umgeben war. Ein Findling trug den eingearbeiteten vollständigen Namen „Friedrich Wilhelm Andreas Schwinge“. Signiert war die Platte mit „E. Oehler 1927“. Über dem Porträt saß ein Uhu, der ein schlaraffisches Symbol für Weisheit, Humor und Tugend ist, auf einem Spruchband, das den lateinischen Wahlspruch der Schlaraffia trug: „In arte voluptas“, was übersetzt soviel heißt wie „in Kunst liegt Vergnügen“. Unter dem Porträt trug die Platte die Inschrift „Die Schlaraffia Hammonia ihren lieben unvergesslichen Ritter Rembrandt“. Nach Dankesworten von Friedrich Schwinges Sohn Kurt Schwinge und der Hymne an die Nacht des Pilgerquartetts ging die Feierlichkeit dem Ende zu. Die Platte oder der ganze Stein scheint nicht mehr auffindbar zu sein.
1993 wurde nach Friedrich Schwinge der Schwingeweg in Hamburg-Groß Flottbek benannt.
Bis 2009 befand sich eine in der alten Harburger Feuerwache untergebrachte Dauerausstellung des Stadtmuseums Harburg zur Harburger Stadtgeschichte, in der ein großes Heidedorfmodell von Friedrich Schwinge gezeigt wurde, das auch 1910 im Kunstverein ausstellt wurde. Weitere Werke befinden sich unter anderem in den Sammlungen der Schleswig-Holsteinischen Landesbibliothek, der Hamburger Kunsthalle, des Altonaer Museums, des Museums für Hamburgische Geschichte, des Archäologischen Museums Hamburg – Stadtmuseums Harburg/Helms-Museums, des Internationalen Maritimen Museums Hamburg, des Ohlsdorfer Friedhofs, wovon ein Aquarell, der noch neun existierenden von ehemals 14 im Eingangsbereich über der Eingangstür des Friedhofsmuseum hängt, des Museums Lüneburg, des Bomann-Museums in Celle, des Herzog Anton Ulrich-Museums in Braunschweig, der Sammlung Friedrich Schwinge des Schwinge-Verwandten und Künstlers Ralf Schwinge (* 1990) in Seevetal und der Stiftung Sammlung Volmer in Wuppertal mit 41 Skizzenbücher Schwinges aus den Jahren 1887 bis 1912, drei Notizbücher und unter anderem Schwinges Schlaraffen-Pass.
Am 16. Oktober 2020 wurde in der Fernsehsendung Bares für Rares ein Ölgemälde Schwinges mit dem Titel Laubwald aus dem Jahre 1904 mit dem Moderator Horst Lichter, dem Sachverständigen Albert Maier und dem Eigentümer besprochen. Das Gemälde wurde in der Sendung von dem Händler Daniel Meyer ersteigert.

## Ausstellungen (Auswahl)
- 1882: Ausstellung von Gemälden und Skulpturen Schleswig-Holsteinischer Künstler, zur Erinnerung an das 25jährige Bestehen der Kunsthalle in Kiel – Ölgemälde Der Ukleisee und Im Kiefernwald[73]
- 1883: Ständige Ausstellung des Kunstvereins in Hamburg in der Hamburger Kunsthalle – Motiv aus der Lüneburger Heide[74]
- 1884: Juli. Kunstausstellung in der Kunsthandlung Louis Bock & Sohn, Große Bleichen 34, Hamburg – Eine größere Harzlandschaft[7]
- 1884: November. Kunstausstellung in der Kunsthandlung Louis Bock & Sohn, Große Bleichen, Hamburg – Gemälde Herbstabend, Wesfälische Mühle[75]
- 1885: September. Kunstausstellung in der Kunsthandlung Louis Bock & Sohn, Große Bleichen, Hamburg – Zwei Gemälde: Eine Partie vom Kellersee und eine Baumpartie mit Wasser bei Malente.[76] Ab Ende September: Wassermühle[77]
- 1886: Februar. Ständige Ausstellung des Kunstvereins in Hamburg im neuen Börsenanbau – Zwei Gemälde: Ein Winterabend und eine sumpf- und wasserreiche Landschaft mit Weiden und Holzsammlern[78]
- 1886: Kunstausstellung in der Kunsthandlung Louis Bock & Sohn, Große Bleichen, Hamburg – 2 Ölgememälde, darunter Bei Flensburg.[79]
- 1886: Jubiläums-Ausstellung der Königlichen Akademie der Künste im Landes-Ausstellungsgebäude zu Berlin – Ölgemälde Sturm auf der Heide[80]
- 1886: Oktober. Ständige Ausstellung des Kunstvereins in Hamburg im Börsenanbau – Am Waldesrand[81]
- 1886: Ausstellung in der Kunst- und Gewerbehalle in Altona – Eine große Serie von Aquarellen, hauptsächlich von der Elbe und ihren Ufern[82]
- 1889: Ausstellung der Hamburgischen Künstler auf der Hamburgischen Gewerbe- und Industrieausstellung, Sievekingsplatz Ecke Holstenwall – Gemälde: Ein Elbmotiv und Landungsbrücke bei Altona[83]
- 1890: Ausstellung des Aquarellisten-Clubs der Genossenschaft der bildenden Künstler Wiens im Künstlerhaus Wien – 6 Aquarelle: Der Elbe-Dampfer „Italia“ im Dock (Hamburg), Von der Elbe, Landungsbrücke St. Pauli, Die Elbe bei Krautsand, Die Elbe bei Hamburg, Blick auf Neumühlen bei Hamburg[84]
- 1890: Galerie Eduard Schulte, Berlin – 38 Aquarelle, Landschaften der Insel Rügen[85][86]
- 1890: Kunstausstellung in der Kunsthandlung Louis Bock & Sohn, Große Bleichen, Hamburg – Eine große Anzahl Aquarelle mit Landschaften aus Hamburgs Umgebung, Reinbek, der Lüneburger Heide, Holland, Scheveningen und Schottland[87]
- 1891: Galerie Eduard Schulte, Berlin – Zwei große Gouachen („anscheinend Partien von der Elbmündung“)[88]
- 1891: Internationale Ausstellung veranstaltet vom Verein Berliner Künstler anlässlich seines fünfzigjährigen Bestehens im Glaspalast, dem Ausstellungsgebäude des Landesausstellungsparks am Lehrter Bahnhof in Berlin – Aquarell Elbe bei Hamburg[89]
- 1892: Ausstellung des Aquarellisten-Clubs der Genossenschaft der bildenden Künstler Wiens im Künstlerhaus Wien – 4 Aquarelle: Scheveningen, Badestrand in Scheveningen, Bei Dingwall in Schottland, Heide[90]
- 1893: Ausstellung des Aquarellisten-Clubs der Genossenschaft der bildenden Künstler Wiens im Künstlerhaus Wien – 7 Aquarelle. Lüneburger Heide: Morgenstimmung, Auf der Morgenpirsch, Aus der Lüneburger Heide, Heidelbeerpflückerin beim Frühstück. Norwegen: Tokheim (Sørfjord), An der Jæderen, Sägemühle in Tokheim[91]
- 1894: Große Kunstausstellung des Kunstvereins in Hamburg in der Hamburger Kunsthalle – Aquarell Bei Dordrecht (vielleicht auch mehr)
- 1894: Kunstausstellung in der Kunsthandlung Louis Bock & Sohn, Große Bleichen, Hamburg – Gemälde mit Motiven aus Norwegen und der Heide[92]
- 1895: Ausstellung des Aquarellisten-Clubs der Genossenschaft der bildenden Künstler Wiens im Künstlerhaus Wien – 2 Aquarelle: Unterlüß, Aus der Lüneburger Heide[93]
- 1895: Internationale Ausstellung des Kunstvereins in Hamburg in der Hamburger Kunsthalle[94]
- 1896: Ausstellung des Aquarellisten-Clubs der Genossenschaft der bildenden Künstler Wiens im Künstlerhaus Wien – 3 Aquarelle: Motiv bei Schulau an der Elbe, Vom Ufer der Elbe, Brandung[95]
- 1896: Große Kunstausstellung des Kunstvereins in Hamburg in der Hamburger Kunsthalle – Gemälde Kühe in der Heide (vielleicht auch mehr)
- 1897: Internationale Gartenbauausstellung (Planten un Blomen), Hamburg, Vegetationshalle – Vegetationsgalerie, bestehend aus 10 Dioramen mit Landschaftsnachbildungen
- 1897: Ausstellung von Widmungsblättern zum 70. Geburtstag des Direktors der Deutschen Seewarte Georg von Neumayer im Museum für Kunst und Gewerbe Hamburg – 6 Aquarelle Schwinges, gewidmet von Beamten der Seewarte[96]
- 1898: Frühjahrsausstellung des Kunstvereins in Hamburg in der Hamburger Kunsthalle – Verkauft: Elbmotiv[97]
- 1898: Ausstellung des Aquarellisten-Clubs der Genossenschaft der bildenden Künstler Wiens im Künstlerhaus Wien – 2 Aquarelle: Fischerboote an der Elbe, Herbst (Heidemotiv)[98]
- 1898: Ausstellung Hamburger Künstler, Kunstverein in Hamburg, Hamburger Kunsthalle[99]
- 1898: Ständige Ausstellung des Kunstvereins in Hamburg im Börsenanbau – Kinderreigen[100]
- 1898: Weihnachtsausstellung des Kunstvereins in Hamburg im Börsenanbau – Verkauft: Vorfrühling, Am Steg (Gouache)[101]
- 1899: Ausstellung des Aquarellisten-Clubs der Genossenschaft der bildenden Künstler Wiens im Künstlerhaus Wien – 2 Gouacheskizzen: Heidelischen, Syringen[102]
- 1899: Frühjahrsausstellung des Kunstvereins in Hamburg, Hamburger Kunsthalle – Verkauft: Heimkehr[103]
- 1899: Dezember. Ständige Ausstellung des Kunstvereins in Hamburg am Neuen Wall 14 – Feldweg[104]
- 1900: Frühjahrsausstellung des Kunstvereins in Hamburg, Hamburger Kunsthalle – Mindestens zwei Werke: Gouache Pferdeschwemme und Aquarell Kinder in den Brombeeren[105][106]
- 1900: Weltausstellung Paris – 14 Aquarelle des Friedhofs Ohlsdorf
- 1900: Oktober. Kunstverein in Hamburg am Neuen Wall, im kleinen Saal der ständigen Ausstellung – Sommerstudien aus Rothenburg ob der Tauber und der Lüneburger Heide[107]
- 1900: Weihnachtsausstellung im Kunstverein in Hamburg am Neuen Wall – Spätnachmittag in der Heide[108]
- 1901: Hamburger Künstler, Kunsthandlung Louis Bock & Sohn, Große Bleichen, Hamburg – Partie aus Rothenburg ob der Tauber[109]
- 1901: Exposition des beaux-arts der Galerie Heinemann im Palais des Beaux Arts an der Promenade des Anglais 13, Nizza – Gemälde Mondnacht und Waldbach[110]
- 1901: Galerie Eduard Schulte, Berlin[111]
- 1901: Salon Banger, Wiesbaden – Landschaften[112]
- 1901: Ständige Ausstellung des Kunstvereins in Hamburg am Neuen Wall – 45 Gouachen mit Meer- und Küstenmotiven aus Norwegen sowie Motiven aus der Lüneburger Heide[113][114]
- 1902: Galerie Del Vecchio, Leipzig[115]
- 1902: Exposition des beaux-arts der Galerie Heinemann im Palais des Beaux Arts an der Promenade des Anglais 13, Nizza – Gemälde Norwegische Küste und Schwedische Küste[116]
- 1902: März. Ständige Ausstellung des Kunstvereins in Hamburg am Neuen Wall – Fünf Winterbilder[117]
- 1902: Ab November. Einzelausstellung innerhalb der ständigen Ausstellung des Kunstvereins in Hamburg am Neuen Wall, im kleinen Saal der ständigen Ausstellung – Eine Reihe von landschaftlichen Ölgemälden und Gouachen von der Heide und der Elbe
- 1903: Deutsche Städteausstellung, Dresden – 14 Aquarelle des Friedhofs Ohlsdorf
- 1903: Ausstellung in der Kunsthandlung Louis Bock & Sohn, Große Bleichen, Hamburg – Wald-, Heide- und Marinebilder[118]
- 1903: Weihnachtsausstellung im Kunstvereins in Hamburg am Neuen Wall – Im kleinen Saal zeigte er Resultate seiner Studienreise in die Lüneburger Heide, darunter auch Arbeiten mit Raffaelistiften[119]
- 1904: März. Ständige Ausstellung des Kunstvereins in Hamburg am Neuen Wall – Ein paar Heidelandschaften[120]
- 1904: Mitte November bis 10. Dezember. Einzelausstellung innerhalb der ständigen Ausstellung des Kunstvereins in Hamburg am Neuen Wall, im kleinen Saal der ständigen Ausstellung – Studien und Gemälde
- 1904: Dezember. Carl Stendler, Alsterdamm 17, Hamburg – Abend bei Schulau, eine Motiv von der Elbe und eins von der Lüneburger Heide[121]
- 1904: Weihnachtsausstellung des Kunstvereins in Hamburg, Hamburger Kunsthalle[122]
- 1905: Große Ausstellung des Kunstvereins in Hamburg in der Hamburger Kunsthalle – Mehrere Bilder. Verkäufe: Heidelandschaft und Abendstimmung[123]
- 1905: Ausstellung des Vereins der deutschen Friedhofsbeamten, Berlin – 14 Aquarelle des Friedhofs Ohlsdorf
- 1905: Ausstellung Hamburger Künstler, Kunsthandlung Carl Stendler, Alsterdamm, Hamburg – Eine Anzahl Temperagemälde, Wald- und Heidemotive[124]
- 1905: Galerie Heinemann, München – Gemälde Schwedische Küste und Küste von Norwegen[125]
- 1905: Ab Oktober. Ständige Ausstellung des Kunstvereins in Hamburg am Neuen Wall – Drei neue Landschaftsgemälde[126]
- 1906: Ausstellung der Wandvertäfelung des Speisesaals des im Bau befindlichen Doppelschraubendampfers Kronprinzessin Cecilie im Schaufenster des Heymannhauses am Neuen Wall 42 – Gemälde des Schlossparks des Schweriner Schlosses
- 1906: Februar. Ständige Ausstellung des Kunstvereins in Hamburg am Neuen Wall – 4 Landschaften[127] von der Küste Schwedens und der Lüneburger Heide[128]
- 1906: Mai. Ständige Ausstellung des Kunstvereins in Hamburg am Neuen Wall – Eine Kollektion Gemälden von Schwedens Küste und der Lüneburger Heide[129]
- 1906: Sonderausstellung des Ortsvereins Hamburg der Allgemeinen Deutschen Kunstgenossenschaft, veranstaltet vom Kunstverein in Hamburg
- 1906: Galerie Heinemann, München – Gemälde Schwedische Küste und Küste von Norwegen[130]
- 1906: Galerie Heinemann, München – Gemälde Vorfrühling und Im Monat März[131]
- 1907: März. Ständige Ausstellung des Kunstvereins in Hamburg am Neuen Wall – 5 Gemälde
- 1907: Hygiene-Ausstellung, Berlin – 14 Aquarelle des Friedhofs Ohlsdorf
- 1907: Sonderausstellung der Hamburgischen Künstler veranstaltet vom Kunstverein in Hamburg – ein Gemälde
- 1907: November, Dezember. Ständige Ausstellung des Kunstvereins in Hamburg am Neuen Wall – 17 Gemälde, darunter Am Rabenberg (Tempera), Weg zum Dorf, Frühlingsmorgen, Frühlingsanfang, Dorfstraße in der Heide, Kirschenblüte, Abendstimmung, Im April[132][133]
- 1907: Dezember. Kunsthandlung Louis Bock & Sohn, Große Bleichen, Hamburg
- 1908: Februar. Ständige Ausstellung des Kunstvereins in Hamburg am Neuen Wall – 3 Gemälde
- 1908: Jubiläumsausstellung des Hamburger Künstlervereins anlässlich des 75-jährigen Bestehens, veranstaltet vom Kunstverein in Hamburg – 3 Heidelandschaften[134]
- 1908: Kunstausstellung in der Kunsthandlung Carl Stendler, Ferdinandstraße 2, Hamburg – Einige Ölbilder und Aquarelle von der Elbe und der Heide[135]
- 1908: November. Ständige Ausstellung des Kunstvereins in Hamburg am Neuen Wall – 13 Gemälde
- 1909: Oktober. Ständige Ausstellung des Kunstvereins in Hamburg am Neuen Wall – 7 Gemälde
- 1909: November. Kunstsalon von Hugo Harnisch am Gänsemarkt 6–10, Hamburg – Etwa 28 Gemälde mit Heidemotiven[136] darunter Abendsonne, Waldweg in der Heide, Morgensonne, Frühlingsanfang, Aus der Lühe, Dämmerung, Am Bache, Waldeingang, Im Tannenhof, Vorfrühling[137]
- 1909: Dezember. Ständige Ausstellung des Kunstvereins in Hamburg am Neuen Wall – Ein großes Herbstgemälde[138]
- 1909: Galerie Heinemann, München – Gemälde Vorfrühling und Im Monat März[139]
- 1910: März. Ständige Ausstellung des Kunstvereins in Hamburg am Neuen Wall – 10 Gemälde, Winterlandschaften[140]
- 1910: Allgemeine Städtebau-Ausstellung, Berlin – 14 Aquarelle des Friedhofs Ohlsdorf
- 1910: September. Ständige Ausstellung des Kunstvereins in Hamburg am Neuen Wall – 14 Gemälde
- 1910: September und Oktober. Ständige Ausstellung des Kunstvereins in Hamburg am Neuen Wall – Chromoplastische Darstellung eines Heidedorfes
- 1910: Ausstellung des Hamburger Künstlervereins veranstaltet vom Kunstverein in Hamburg – 2 Gemälde
- 1910: Dezember. Ständige Ausstellung des Kunstvereins in Hamburg am Neuen Wall – 10 Gemälde und zwei Federzeichnungen
- 1910: Galerie Heinemann, München – Gemälde Vorfrühling und Im Monat März[141]
- 1911: Museum für Kunst und Gewerbe Hamburg – 2 Chromoplastische Darstellungen. Ein Modell der Alster und eins der Elbhöhe, auf der das Bismarck-Denkmal steht
- 1911: Internationale Ausstellung für Reise- und Fremdenverkehr in den Ausstellungshallen am Zoologischen Garten Berlin – 2 Chromoplastische Darstellungen: ein Modell der Alster und eins der Elbhöhe, ausgestellt von der Baudeputation Hamburg
- 1911: Internationale Hygiene-Ausstellung, Dresden – 14 Aquarelle des Friedhofs Ohlsdorf
- 1911: Einzelausstellung in der Kunsthandlung Louis Bock & Sohn, Große Bleichen, Hamburg[142]
- 1911: November. Ständige Ausstellung des Kunstvereins in Hamburg am Neuen Wall – 24 Gemälde
- 1911: Dezember. Ständige Ausstellung des Kunstvereins in Hamburg am Neuen Wall – 5 Gemälde
- 1911: Galerie Heinemann, München – Gemälde Vorfrühling und Im Monat März[143]
- 1912: Februar. Ständige Ausstellung des Kunstvereins in Hamburg am Neuen Wall – 7 Gemälde
- 1912: März bis April. Kunsthandlung Louis Bock & Sohn, Große Bleichen, Hamburg – Kohlezeichnungen und zwei Gouachen[144][145]
- 1912: Ausstellung in Antwerpen – 14 Aquarelle des Friedhofs Ohlsdorf
- 1912: Mai. Kunsthandlung Louis Bock & Sohn, Große Bleichen, Hamburg – Ca. 50 kolorierte Kohlezeichnungen[146]
- 1912: Mai, Juni. Ständige Ausstellung des Kunstvereins in Hamburg am Neuen Wall – 11 Gemälde, darunter An der Schwentine, Am Bach, Waldweiher, Frühling, Im Walde, Sommerstudie, Waldweg, Sonnenblumen[147]
- 1912: Mai, Juni. Ausstellung von Kunstwerken aus Altonaischem Privatbesitz und des Altonaer Künstlervereins, Donner-Schloss im Donners Park, Altona – Aquarell Unterelbe und zwei Kohlezeichnungen[148]
- 1912: Oktober. Ständige Ausstellung des Kunstvereins in Hamburg am Neuen Wall – 8 Gemälde[149]
- 1912: November, Dezember sowie Januar, Februar 1913. Kunstsalon Alsterthor, Hamburg, Hermannstraße 5 – Das Heidedorfmodell und Gemälde[150][151]

Posthum
- 1913: November. Friedrich Schwinge Gedächtnis-Ausstellung, Kunsthandlung Louis Bock & Sohn, Große Bleichen, Hamburg – 84 Werke aus dem Nachlass, darunter Auf der Heide, Heidetal, Blick auf Wald und Heide, Alte Mühle in der Heide, Abend in der Heide, Alte Baumkate, Im Buchenwald, Am Gartenzaun, An der Lühe, Zur Blütezeit, Zur Frühlingszeit
- 1914: Kunsthandlung Louis Bock & Sohn, Große Bleichen, Hamburg – 4 ältere Gemälde: An der Elbe von 1859, Sommer, Mondaufgang und das Aquarell Ostseestrand[152]
- 1914: Gemäldeausstellung bei Rudolph Karstadt, Karstadt Mönckebergstraße, Hamburg – Unter anderem Heidebilder, eine Elbstimmung und Heimkehr im Schneesturm[153]
- 1914: Gemeinschaftsausstellung mit Bildhauer Guglielmo Bracony (1828–1921), Kunsthandlung A. E. Schulze, Altona, Königstraße 142[154]
- 1916: Einzelausstellung in der Kunstabteilung des Warenhauses Hermann Tietz (heute Alsterhaus) am Jungfernstieg, Hamburg – Werke aus dem Nachlass Schwinges. Neben heimischen Arbeiten auch Gletscherbilder von 1887 aus dem Hardangerfjord[155]
- 1917: Juli, August. Galerie Commeter, Hamburg – Stimmungslandschaften von der Heide, vom Strand und aus Altenwerder[156]
- 1917: Oktober, November. Einzelausstellung, Kunsthandlung Louis Bock & Sohn, Große Bleichen, Hamburg[157][158]
- 1918: Galerie Commeter, Hamburg – Sechs Landschaften aus dem Nachlass Schwinges, darunter Grauer Wintertag, Raureif sowie die zwei größeren Aquarelle Norwegischer Fjord und Landschaft an der Unterelbe[159]
- 1925: Galerie Heumann, Stadthausbrücke 3, Hamburg – Gemälde Landschaft mit Schafen[160]
- 1932: Galerie Commeter, Hamburg – Eine kleine Ausstellung seiner Werke anlässlich seines 80. Geburtstages[161]
- 1933: Hamburger Künstler um die Jahrhundert-Wende, Galerie Commeter, Hamburg[162]
- 1934: RSG-Ausstellung Kraft durch Freude – Das Heidedorfmodell[163]
- 1936: Galerie Commeter, Hamburg – Gemälde[164]
- 1937: Der niederdeutsche Maler, Galerie Commeter, Hamburg[165]
- 1937: Oevelgönne, Neumühlen, Ottensen in alter Zeit, Altonaer Museum[166]
- 1941: Galerie Commeter, Hamburg – Eine kleine Ausstellung seiner Werke[167]
- 2005: 13:13, Ausstellung des Helms Museums im Kunstverein Harburger Bahnhof[168]

## Werke (Auswahl)
- 1886: Elblandschaft bei St. Margarethen, Aquarellfarbe auf Papier, 54,7 × 36,7 cm – Schleswig-Holsteinische Landesbibliothek, Kiel
- 1886: Die Elbe vor den Altonaer Landungsbrücken, Aquarellfarbe auf Papier, 53,6 × 35,2 cm – Altonaer Museum, Hamburg
- 1895: Blick über die Elbe, Aquarellfarbe und weiße Deckfarbe auf Papier, 37,6 × 26,6 cm – Schleswig-Holsteinische Landesbibliothek, Kiel
- 1899: Blick auf Kapelle 4, Szene auf dem Friedhof Ohlsdorf in Hamburg, Mischtechnik: Aquarell und Gouache – Friedhofsmuseum, Friedhof Ohlsdorf, Hamburg
- 1899: Südteich mit schmiedeeise<r?>ner Brücke, Friedhof Ohlsdorf, Mischtechnik: Aquarell und Gouache – Friedhofsverwaltung, Friedhof Ohlsdorf, Hamburg
- 1899: Rosengarten, auch Rosarium, am Südteich, Friedhof Ohlsdorf, Mischtechnik: Aquarell und Gouache – Friedhofsverwaltung, Friedhof Ohlsdorf, Hamburg
- 1899: Rosengarten, auch Rosarium, am Südteich, Friedhof Ohlsdorf, mit Grabmale Necker, Storm und Hammond-Norden im Hintergrund, Mischtechnik: Aquarell und Gouache – Friedhofsverwaltung, Friedhof Ohlsdorf, Hamburg
- 1899: Fünf weitere Gemälde mit Ansichten des Friedhofs Ohlsdorf, Mischtechnik: Aquarell und Gouache – Friedhofsverwaltung, Friedhof Ohlsdorf, Hamburg
- 1909: Aus der Heide, Gouache – Archäologische Museum Hamburg – Stadtmuseum Harburg/Helms-Museum (Helms-Museum)[169]
- 1910: Der Heideweg, Öl auf Pappe – Bomann-Museum, Celle
- 1910: Großes Heidedorfmodell – Archäologische Museum Hamburg – Stadtmuseum Harburg/Helms-Museum
- 1???: Waldweg, Gemälde, 36 × 22,8 cm – Hamburger Kunsthalle[170]
- 1???: Giek-Ewer, Aquarell – Museum für Hamburgische Geschichte

## Vermisste Werke
- 1882: Heide im Gewitter, Öl auf Leinwand, 84 × 57 cm – Ehemals in Zernin. Seit 1945 verschollen. Gelistet bei der Koordinierungsstelle für Kulturgutverluste Lost Art. Lost Art ID: 390787[171]
- 1902: Waldinneres, Öl auf Leinwand, 105 × 70 cm – Ehemals in Zernin. Seit 1945 verschollen. Gelistet bei der Koordinierungsstelle für Kulturgutverluste Lost Art. Lost Art ID: 390775[172]

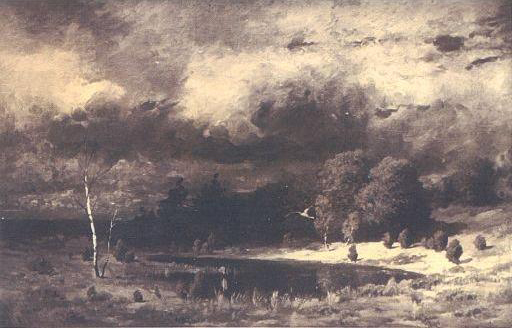
Heide im Gewitter
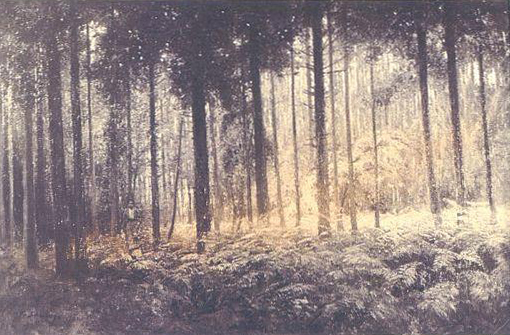
Waldinneres

## Publikationen
- Georg Wislicenus: Unsere Kriegsflotte. Dem deutschen Volke in Wort und Bild dargestellt, mit 20 Chromolithografien in Kalikomappe von Friedrich Schwinge (4 Lithografien und Umschlag), Carl Saltzmann und Willy Stöwer. Brockhaus, Leipzig 1895